# Carga útil
Em aviões de carga, ou na exploração espacial, a Carga Útil é a capacidade de carga do veículo, geralmente expressa em peso (Massa),
incluindo: produtos comerciais, munição, instrumentos científicos e experimentos.
O percentual da carga útil em relação ao peso total do veículo na decolagem, é conhecido como fração de carga útil. Quando o peso da carga útil
e o combustível são considerados em conjunto, isso é conhecido como carga útil ativa. Em espaçonaves, normalmente se usa o termo fração de massa,
que é a taxa de carga útil para todo o resto, incluindo a estrutura do
foguete.

## Exemplos
Exemplos de capacidade de carga útil:
- Antonov An-225: 250.000 kg
- Saturn V:
  - Carga útil para a Órbita terrestre baixa 118.000 kg
  - Carga útil para a órbita Lunar 47.000 kg
- Space Shuttle (ônibus/vaivém espacial):
  - Carga útil para a Órbita terrestre baixa 24.400 kg
  - Carga útil para a Órbita de transferência geoestacionária 3.810 kg
- Míssil Trident: 2800 kg
- Veículo de Transferência Automatizado
  - Carga útil[2]: 7.665 kg 8 racks com 2 x 0.314 m3 and 2 x 0.414 m3
  - Envelope: cada 1.146 m3 na frente de 4 dos 8 racks
  - Massa da Carga: 1.500 - 5.500 kg
  - Água: 0 - 840 kg
  - Gases (Nitrogênio, Oxigênio, ar, 2 gases/voo): 0 - 100 kg
  - Combustível de reabastecimento para a ISS: 0 - 860 kg (306 kg de combustível, 554 kg of oxidante)
  - Combustível para reposicionar a ISS: 0 - 4.700 kg
  - Capacidade de carga Total: 7.667 kg

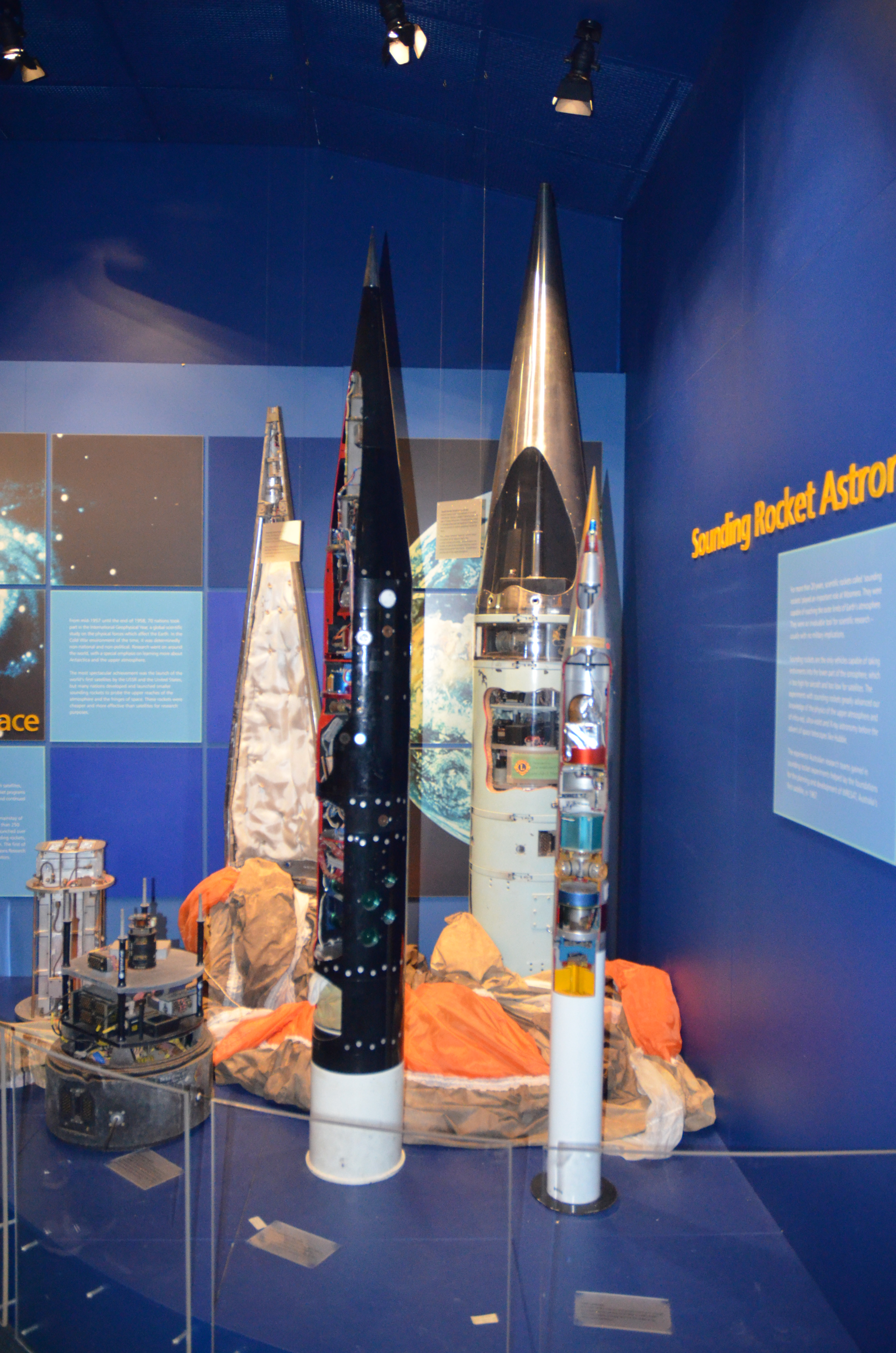
Exemplos de carga útil para foguetes de sondagem.